# Liste der Monuments historiques in Villemur-sur-Tarn
Die Liste der Monuments historiques in Villemur-sur-Tarn führt die Monuments historiques in der französischen Gemeinde Villemur-sur-Tarn auf.

## Liste der Bauwerke
| Bezeichnung                      | Beschreibung              | Standort                    | Kennzeichnung | Schutzstatus | Datum | Bild |
| -------------------------------- | ------------------------- | --------------------------- | ------------- | ------------ | ----- | ---- |
| Hospiz                           | Erbaut im 18. Jahrhundert | Rue de l’Hospice (Lage)     | PA00094661    | Inscrit      | 1974  |      |
| Wehrturm aus dem 13. Jahrhundert |                           | Rue de la République (Lage) | PA00094662    | Classé       | 1977  |      |

## Liste der Objekte
- Monuments historiques (Objekte) in Villemur-sur-Tarn in der Base Palissy des französischen Kultusministeriums